# Los Guijuelos
Los Guijuelos es una localidad española perteneciente al municipio de Bohoyo, en la provincia de Ávila (Castilla y León). En el año 2011 tenía una población de 20 habitantes.

## Demografía
| Gráfica de evolución demográfica de Los Guijuelos entre 2000 y 2023           |
|                                                                               |
| Población (2000-2023) según el nomenclátor de unidades poblacionales del INE. |